# Sangiang
Sangiang è un'isola dell'Indonesia nello stretto della Sonda, situata circa a metà strada tra le isole di Giava e di Sumatra. Amministrativamente fa parte della provincia di Banten, appartenente a Giava.
Ha una superficie di 528 ettari (5,28 km²) e dal 1993 è una Riserva Naturale dello Stato.
Il ponte sullo stretto della Sonda, in fase di progettazione, prevede l'attraversamento di questa isola.